# Батман: Част втора
„Батман: Част втора“ (на английски: The Batman – Part II) е предстоящ американски супергеройски филм от 2027 г., базиран на едноименния супергерой на Ди Си Комикс и продължение на „Батман“ (2022). Режисиран е от Мат Рийвс, който пише сценария в сътрудничество с Питър Крейг и Матисън Томлин, а Робърт Патинсън се завръща с ролята си на Брус Уейн / Батман. Премиерата на филма е насрочена за 1 октомври 2027 г.

## Актьорски състав
| Актьор          | Роля                         |
| --------------- | ---------------------------- |
| Робърт Патинсън | Брус Уейн / Батман           |
| Колин Фарел     | Осуолд Кобълпот / Пингвина   |
| Джефри Райт     | Комисар Джеймс „Джим“ Гордън |
| Анди Съркис     | Алфред Пениуърт              |